# Diego Alfonso Martínez
Diego Alfonso Martínez Balderas (Ciudad de México, 15 de febrero de 1981) es un exfutbolista mexicano que jugaba de defensa lateral derecho.

## Trayectoria
Diego Martínez debutó en el Invierno 2001 con el Club Necaxa, dirigido por el entonces técnico mexicano Raúl Arias. Su habilidad y talento para el contraataque lo hicieron uno de los jugadores favoritos de la afición necaxista.
Él vivió la transición de la mudanza del Club Necaxa a la ciudad de Aguascalientes.  Donde después comentaría lo difícil que fue adaptarse al cambio: "Cuando nos fuimos a Aguascalientes fue muy difícil porque es una ciudad, no sé ahorita cómo esté la situación, pero es una ciudad que no es futbolera, ahí son toreros 100%. Nos costó trabajo adaptarnos y a la gente adaptarse. Los primeros dos torneos nos fue bien, pero de ahí el equipo fue a menos por la adaptación de nosotros como jugadores".
Consecuencia de sus buenas actuaciones con el Club Necaxa, el Club Deportivo Guadalajara se hizo de los servicios del jugador mexicano en el Apertura 2006, y pasó a ser rápidamente parte fundamental del once titular. Esa misma temporada terminaría convirtiéndose en campeón de liga al ganar en una reñida final al Deportivo Toluca. 
Para el Apertura 2007 y después de un año con Chivas, Diego Martínez pasaría a préstamo al Monarcas Morelia. Comenzando así su periplo por el fútbol mexicano. 
El 13 de diciembre fue contratado por el CF Monterrey. Cuadro con el que se coronó en el Apertura 2009.  El 21 de diciembre del 2009 recibió la noticia que no entraba en planes del CF Monterrey por lo cual regresa al Club Deportivo Guadalajara al cual pertenecía su carta.
Para el Torneo Bicentenario 2010, después de que Monterrey ya no requería de sus servicios, el Club San Luis lo contrató para jugar los próximos 6 meses con el club.
Para el Apertura 2010, viviría una nueva aventura al enrolarse con los Tiburones Rojos de Veracruz, nuevamente con la condición de contrato de jugador prestado.
En el 2011, jugaría nuevamente a préstamo, ahora para los Reboceros de la piedad. Con el club de La Piedad consiguió su mejor promedio de goles en su carrera futbolística.
Para el Apertura 2012, viviría su segunda etapa con el Club Deportivo Guadalajara. Club al que llegó para reforzar al plantel que participaría en la Primera División de México y en la Liga de Campeones de la Concacaf. 
Después de su etapa con Chivas. El Querétaro Fútbol Club se hizo de sus servicios para el Clausura 2013. Con los "Gallos Blancos" de Querétaro su participación sería casi nula, consecuencia de una Trombosis sufrida tiempo atrás, misma enfermedad que padeció el fallecido exportero de Club de Fútbol Pachuca, Miguel Calero, decidiendo así anunciar su retiro al final de la temporada.

### Clubes
| Club              | País          | Año           | Partidos | Goles | Media |
| ----------------- | ------------- | ------------- | -------- | ----- | ----- |
| Real Cuautitlán   | México        | 1998 - 1999   | 20       | 3     | 0.15  |
| Lobos BUAP        | México        | 1999 - 2000   | 28       | 4     | 0.14  |
| C. Veracruz       | México        | 2000 - 2001   | 7        | 0     | 0     |
| C. Necaxa         | México        | 2001 - 2005   | 161      | 19    | 0.12  |
| C. D. Guadalajara | México        | 2006 - 2007   | 80       | 4     | 0.05  |
| Monarcas Morelia  | México        | 2007          | 24       | 1     | 0.04  |
| Tigres UANL       | México        | 2008          | 23       | 0     | 0     |
| C. F. Monterrey   | México        | 2009          | 27       | 0     | 0     |
| San Luis F. C.    | México        | 2010          | 14       | 0     | 0     |
| C. Veracruz       | México        | 2010          | 11       | 0     | 0     |
| C. F La Piedad    | México        | 2011 - 2012   | 14       | 3     | 0.21  |
| C. D. Guadalajara | México        | 2012          | 1        | 0     | 0     |
| Querétaro F. C.   | México        | 2013          | 3        | 0     | 0     |
| Total carrera     | Total carrera | Total carrera | 413      | 34    | 0.08  |

## Estadísticas

### Clubes
La siguiente tabla detalla los encuentros disputados y los goles marcados en los clubes en los que ha militado.
| Real Cuautitlán · México |               |               |     |    |    |    |    |     |     |    |
| 2.ª | 1998-99       | 20            | 3   | -  | -  | -  | -  | 20  | 3   |    |
| Total club | Total club    | 20            | 3   | -  | -  | -  | -  | 20  | 3   |    |
| Lobos U.A.P. · México |               |               |     |    |    |    |    |     |     |    |
| 2.ª | 1999-00       | 28            | 4   | -  | -  | -  | -  | 28  | 4   |    |
| Total club | Total club    | 28            | 4   | -  | -  | -  | -  | 28  | 4   |    |
| C. D. Veracruz · México |               |               |     |    |    |    |    |     |     |    |
| 2.ª | 2000-01       | 7             | 0   | -  | -  | -  | -  | 7   | 0   |    |
| 2.ª | 2010-11       | 11            | 0   | -  | -  | -  | -  | 11  | 0   |    |
| Total club | Total club    | 18            | 0   | -  | -  | -  | -  | 18  | 0   |    |
| C. Necaxa · México |               |               |     |    |    |    |    |     |     |    |
| 1.ª | 2001-02       | 32            | 4   | -  | -  | 7  | 2  | 39  | 6   |    |
| 1.ª | 2002-03       | 33            | 3   | -  | -  | 4  | 0  | 37  | 3   |    |
| 1.ª | 2003-04       | 30            | 3   | -  | -  | -  | -  | 30  | 3   |    |
| 1.ª | 2004-05       | 33            | 5   | 3  | 0  | -  | -  | 36  | 5   |    |
| 1.ª | 2005-06       | 19            | 2   | -  | -  | -  | -  | 19  | 2   |    |
| Total club | Total club    | 147           | 17  | 3  | 0  | 11 | 2  | 161 | 19  |    |
| C. D. Guadalajara · México |               |               |     |    |    |    |    |     |     |    |
| 1.ª | 2005-06       | 21            | 1   | 4  | 0  | 7  | 1  | 32  | 2   |    |
| 1.ª | 2006-07       | 43            | 2   | -  | -  | 5  | 0  | 48  | 2   |    |
| 1.ª | 2012-13       | 0             | 0   | -  | -  | 1  | 0  | 1   | 0   |    |
| Total club | Total club    | 64            | 3   | 4  | 0  | 13 | 1  | 81  | 4   |    |
| Monarcas Morelia · México |               |               |     |    |    |    |    |     |     |    |
| 1.ª | 2007-08       | 21            | 0   | -  | -  | 3  | 1  | 24  | 1   |    |
| Total club | Total club    | 21            | 0   | -  | -  | 3  | 1  | 24  | 1   |    |
| Tigres de la UANL · México |               |               |     |    |    |    |    |     |     |    |
| 1.ª | 2007-08       | 10            | 0   | -  | -  | -  | -  | 10  | 0   |    |
| 1.ª | 2008-09       | 13            | 0   | -  | -  | -  | -  | 13  | 0   |    |
| Total club | Total club    | 23            | 0   | -  | -  | -  | -  | 23  | 0   |    |
| C. F. Monterrey · México |               |               |     |    |    |    |    |     |     |    |
| 1.ª | 2008-09       | 19            | 0   | -  | -  | -  | -  | 19  | 0   |    |
| 1.ª | 2009-10       | 8             | 0   | -  | -  | -  | -  | 8   | 0   |    |
| Total club | Total club    | 27            | 0   | -  | -  | -  | -  | 27  | 0   |    |
| San Luis F. C. · México |               |               |     |    |    |    |    |     |     |    |
| 1.ª | 2009-10       | 13            | 0   | -  | -  | 1  | 0  | 14  | 0   |    |
| Total club | Total club    | 13            | 0   | -  | -  | 1  | 0  | 14  | 0   |    |
| C. F. La Piedad · México |               |               |     |    |    |    |    |     |     |    |
| 2.ª | 2010-11       | 4             | 0   | -  | -  | -  | -  | 4   | 0   |    |
| 2.ª | 2011-12       | 10            | 3   | -  | -  | -  | -  | 10  | 3   |    |
| Total club | Total club    | 14            | 3   | -  | -  | -  | -  | 14  | 3   |    |
| Querétaro F. C. · México |               |               |     |    |    |    |    |     |     |    |
| 1.ª | 2012-13       | 0             | 0   | 3  | 0  | -  | -  | 3   | 0   |    |
| Total club | Total club    | 0             | 0   | 3  | 0  | -  | -  | 3   | 0   |    |
| Total carrera | Total carrera | Total carrera | 375 | 30 | 10 | 0  | 28 | 4   | 413 | 34 |
| (1)Incluye datos de la Copa México e InterLiga (2005 y 2006). (2)Incluye datos de la Liga Campeones CONCACAF (2003, 2007 y 2012-13), Copa Libertadores (2006 y 2010), Copa Merconorte (2001) y SuperLiga Norteamericana (2007). |               |               |     |    |    |    |    |     |     |    |

## Selección nacional

### Categorías menores
Sub-23
Participó en los Juegos Centroamericanos de San Salvador en el 2002, donde alcanzó la medalla de plata; además, estuvo en los Juegos Panamericanos de Santo Domingo en 2003, en los cuales se colgó el bronce.
Fue capitán de la selección sub-23 mexicana en los Juegos Olímpicos de Grecia en el 2004. 
| Torneo                                   | Sede                 | Resultado         |
| ---------------------------------------- | -------------------- | ----------------- |
| XIX Juegos Centroamericanos y del Caribe | El Salvador          | Medalla de plata  |
| Juegos Panamericanos 2003                | República Dominicana | Medalla de bronce |
| Juegos Olímpicos de 2004                 | Grecia               | Primera fase      |

### Absoluta
Debuta en la selección mayor bajo el mando del técnico Ricardo La Volpe quien le brinda la oportunidad de participar en el primer duelo amistoso de la era mundialista, contra la Selección de fútbol de Argentina en Los Ángeles, el 4 de febrero de 2003. Estuvo presente en nueve juegos oficiales y anotó 3 goles bajo el mando de La Volpe en la selección. 
Fue considerado para ir al Mundial Alemania 2006, sin embargo, al final no fue incluido en la prelista de 26 jugadores.
Partidos internacionales
| 1  | 4 de febrero de 2003     | Los Angeles Memorial Coliseum, Los Ángeles, Estados Unidos | Argentina      | 0–1 | Amistoso |
| 2  | 15 de octubre de 2003    | Soldier Field, Chicago, Estados Unidos                     | Uruguay        | 0–2 | Amistoso |
| 3  | 18 de febrero de 2004    | The Home Depot Center, Carson, Estados Unidos              | Chile          | 1–1 | Amistoso |
| 4  | 8 de marzo de 2004       | Estadio Víctor Manuel Reyna, Tuxtla Gutiérrez, México      | Ecuador        | 2–1 | Amistoso |
| 5  | 31 de marzo de 2004      | The Home Depot Center, Carson, Estados Unidos              | Costa Rica     | 2–0 | Amistoso |
| 6  | 28 de abril de 2004      | Cotton Bowl, Dallas, Estados Unidos                        | Estados Unidos | 0–1 | Amistoso |
| 7  | 26 de octubre de 2005    | Estadio Jalisco, Guadalajara, México                       | Uruguay        | 3–1 | Amistoso |
| 8  | 16 de noviembre de 2005  | Reliant Stadium, Houston, Estados Unidos                   | Bulgaria       | 0–3 | Amistoso |
| 9  | 1 de marzo de 2006       | Pizza Hut Park, Frisco, Estados Unidos                     | Ghana          | 1–0 | Amistoso |
| 10 | 24 de septiembre de 2008 | Memoriam Coliseum, Los Ángeles, Estados Unidos             | Chile          | 1–0 | Amistoso |
| 11 | 12 de diciembre de 2008  | Chase Field, Estados Unidos                                | Ecuador        | 1–2 | Amistoso |
| 12 | 28 de enero de 2009      | Oakland-Alameda County Coliseum, Oakland, Estados Unidos   | Suecia         | 1-0 | Amistoso |

#### Goles internacionales
| 1 | 10 de marzo de 2004   | Ecuador    | 2-1 | 2-1 | Amistoso |
| 2 | 31 de marzo de 2004   | Costa Rica | 2-0 | 2-0 | Amistoso |
| 3 | 26 de octubre de 2005 | Uruguay    | 2-0 | 3-1 | Amistoso |

## Palmarés

### Torneos nacionales
| Título                     | Club              | País   | Año  |
| -------------------------- | ----------------- | ------ | ---- |
| Primera División de México | C. D. Guadalajara | México | 2006 |
| Primera División de México | C. F. Monterrey   | México | 2009 |

### Copas internacionales
| Título                     | Club                      | País                 | Año  |
| -------------------------- | ------------------------- | -------------------- | ---- |
| en Juegos Panamericanos    | Selección mexicana sub-23 | El Salvador          | 2002 |
| en Juegos Centroamericanos | Selección mexicana sub-23 | República Dominicana | 2003 |
| Preolímpico CONCACAF       | Selección mexicana sub-23 | México               | 2004 |